# Battaglia di Montichiari
La battaglia di Montichiari fu combattuta il 7 maggio 1373 tra le truppe della Lega italica e quelle viscontee, che furono duramente sconfitte.

## Antefatto
Nel 1350 il matrimonio tra Bianca di Savoia, sorella di Amedeo VI, e Galeazzo II aveva sancito un'alleanza tra la Contea di Savoia e la signoria di Milano. I Visconti volevano consolidare le conquiste nel Pavese ed espandersi ai danni del Marchesato del Monferrato, mentre il Conte Verde approfittò dell'accordo per invadere i territori saluzzesi e angioini, in particolare Paesana, Revello, Sanfront e altri castelli tra Torino e Cuneo.
Nel 1372 i Visconti attaccarono Asti, città ricca e fondamentale per le strade che passavano al suo interno, e il Conte Verde intervenne a sostegno degli assediati, spingendo i Visconti a ritirarsi. Nel giugno, dopo poche settimane, il Conte Verde fu nominato comandante della Lega italica antiviscontea, voluta dal pontefice Gregorio XI, ultimo papa avignonese e dallo stesso Amedeo VI.
Le truppe della Lega entrarono nel milanese, saccheggiarono 
Novara e Vercelli e si diressero verso Pavia, poi si fermarono per svernare.

## Svolgimento e conseguenze
La battaglia rappresentò una pesante sconfitta per i Visconti, le cui ambizioni espansionistiche furono ridimensionate, e segnò la definitiva "vocazione italica" della dinastia sabauda. Amedeo VI ne approfittò per conquistare vari castelli nel canavese, nel vercellese e nel chivassese, finché nel 1377 intervenne a sostegno della rivolta antiecclesiastica della ricca Biella, che acquisì due anni dopo.